# Resident Evil 3: Nemesis
Resident Evil 3: Nemesis је хорор видео-игра за Сони Плејстејшн која се одвија у Ракун граду. Главни лик игре је Џил. Игра је наставак игре Resident Evil 2. Прича игре коришћена је у филму Притајено зло: Апокалипса

## Прича
Ракун, град у САД се почео развијати захваљујући Umbrella корпорацији која је уложила новац у град и основала UBCS (енгл. Umbrella Biohazard Countermeasure Service) која је ту да помогне граду у одбрани од непријатеља или терориста. Играч преузима контролу од Џил Валентин која је члан S.T.A.R.S. (енгл. Special Tactics And Rescue Squad). у Ракун град се 28-ог Септембра раширио Т-вирус или Канибалска зараза која људе који од ње пате претвара у зомбије који имају потребу само да једу људско месо. Људи који буду поједени од зомбија бивају заражени Т-вирусом и претварају се такође у зомбије. Када је велики део становништва града био заражен полиција Ракуна је почела битку са зомбијима, међутим безуспешно. Зомбији су и полицију која није успела да их убије претворили у зомбије и тако преузели цео Ракун. Док је Џил покушавала да побегне из града пронашла је три преживела члана UBCS: Михајло Виктор, Карлос Оливејра, Николај Гиноваф. Храбри и рањени Михајл Виктор у једном делу игре жртвује свој живот како би спасио животе Карлоса Оливејре и Џил Валентине у безуспешном покушају да убије Осветника (енгл. Nemesis) тако што, након што је истрошио сву муницију из митраљеза, баца митраљез, чека да се Осветник приближи и експлодира бомбу.
Судбина Ракун града је одлучена на крају игре. Влада САД одлучује да је, у циљу спречавања ширења Т-вируса или Канибалске заразе најбоље да уништи град, нуклеарна бомба бива лансирана и цео град уништен. Џил на крају игре мора да уништи највеће чудовиште у игри и за мање од петнаест минута дође до хеликоптера који је Карлос довезао да би је спасао.

## Бонус игра
садржи и бонус игру. На крају игре Притајено зло 3 добија се кључ бутика и бонус игра Mercenaries - Operation Mad Jackal. Ликови игре су Михајло Виктор, Карлос Оливејра и Николај Гиноваф. Свако од њих има своја оружја и средства за лечење. Михајло има сачмару, базуку, муницију и средство за лечење. Карлос има митраљез, пиштољ и три средства за лечење. Николај има нож средство за лечење и пиштољ. Циљ је из воза стићи на одређену дестинацију да би се уклонила бомба која је постављена у играча. Мисија се мора обавити за 2 минута али то време се повећава ако убијате зомбије и друге монструме који су вам на путу. На пример ако убијете зомбија добијате бонус три секунде. Али ако убијете више зомбија одједном пуцањем у буре или пуцањем митраљезом без престанка можете добити и више од бонус минут. На путу ће се такође појавити одређени број Крвника, неки од њих са базуком. Када се стигне на локацију или погине у мисији добија се одређена количина новца (у зависности колико сте зомбија, крвника и других чудовишта убили и у зависности да ли сте уклонили бомбу или погинули).

## Ликови
Џил Валентин: Главни лик игре. Члан STARS (Special Tactics And Rescue Squad). У једном делу игре сусреће се са колегом из STARS-а, Бредом, који је касније убијен од стране Осветника, а у другом делу игре са остатком једног вода UBCS-а: Михајлом Виктор, Карлос Оливејром, Николај Гиновафом. На крају игре преживе само она и Карлос.
Михајло Виктор: Пуковник UBCS-а и вођа вода у којој су преживели Карлос и Николај. Михајло је из Русије Био је у многим ратовима док га Руска војска није ухапсила и оптужила за тероризам. Џил га први пут види у возу како лежи рањен. Упркос озбиљним ранама касније излази из аутобуса и убија неколико зомбија. Живот је завршио тако што је спасао живот Џил од Осветника убијајући себе бомбом у задњем делу воза.
Карлос Оливејра: Члан UBCS-а и један од двоје преживелих из Ракуна. У целој игри помаже Џил и стално носи митраљез са собом. У једном делу игре је хтео да одустане и убије се али га је Џил спасла и натерала да се предомисли. На крају игре бежи из Ракуна заједно са Џил уз помоћ хеликоптера.
Николај Гиноваф: Члан UBCS-а који је послат да поубија све преживеле из Ракуна као и све чланове КБОВ-а како би добио велику новчану награду. То нико не сазнаје све док не пуца на једног живог члана КБОВ-а пред Карлосом и онда покуша убити Карлоса, али у томе бива спречен. Не зна се да ли је он тешко ранио Пуковника Михајла или зомби. На крају игре убија га Осветник.

## Производња
је планиран да буде прича за серију под именом Biohazard 1.9. Произвођачи су се предомислили и одлучили да је Nemesis бољи подназив за ову игру.

## Музика
Оригинални ЦД са музиком за Resident Evil 3: Nemesis компоновали су Масами Уеда и Саори Маеда 22. септембра. 1999.

## Новелизација
С.Д. Перијева новелизација Resident Evil 3: Nemesis је пета књига у његовој серији о Resident Evil. У књизи су неке ствари додате тако да нису много сличне књига и видео-игра.
У новели на крају игре Николај бива убивен од стране Крвника а Џил и Карлос спашава Бари Бурт који их изводи из града цивилним хеликоптером.

## Везе
- Umbrella Biohazard Countermeasure Service